# 村山寛司
村山 寛司（むらやま かんじ、1951年1月30日 - ）は、日本の地方公務員。公立大学法人首都大学東京副理事長、東京都環境局長、東京都財務局長、東京都副知事、日本自動車ターミナル代表取締役社長、東京地下鉄代表取締役副社長、全国信用保証協会連合会会長を歴任し、2019年から東京都知事特別秘書。

## 人物・経歴
東京都出身。東北大学経済学部卒業後、1974年東京都庁入庁。2004年東京都大学管理本部長。2005年公立大学法人首都大学東京副理事長。2006年東京都環境局長。2007年東京都財務局長。2010年東京都副知事。2012年日本自動車ターミナル代表取締役社長。2013年東京地下鉄代表取締役副社長。2014年から東京信用保証協会理事長及び全国信用保証協会連合会会長を務め、中小企業信用保険法改正への対応などにあたった。内田茂元東京都議会議長や、高島直樹自由民主党東京都支部連合会幹事長ら、東京都議会自由民主党との関係が強いとされ、2019年には東京都特別秘書（政策担当）に選任された。